# 28803 Roe
28803 Roe este un asteroid din centura principală de asteroizi.

## Descriere
28803 Roe este un asteroid din centura principală de asteroizi. A fost descoperit pe 28 aprilie 2000 la Stația Anderson Mesa în cadrul programului LONEOS. Asteroidul prezintă o orbită caracterizată de o semiaxă mare de 2,56 ua, o excentricitate de 0,09 și o înclinație de 15,8° în raport cu ecliptica.